# 홍천경찰서
홍천경찰서(洪川警察署, Hongcheon Police Station)는 강원특별자치도경찰청이 관할하는 경찰서 중 하나이다. 강원특별자치도 홍천군 일대를 관할한다. 강원특별자치도 홍천군 홍천읍 홍천로 651에 위치하고 있다.
서장은 총경으로 보한다.

## 기본 정보
- 주소: 강원특별자치도 홍천군 홍천읍 홍천로 651
- 우편번호: 25126

## 관할 파출소 및 지구대
| 명칭       | 사진 | 주소                 | 관할구역       | 치안센터                  |
| ---------- | ---- | -------------------- | -------------- | ------------------------- |
| 희망지구대 |      | 홍천읍 진리로 31     | 홍천읍, 북방면 | 북방치안센터 동면치안센터 |
| 남면파출소 |      | 남면 양덕원로 86     | 남면           |                           |
| 서면파출소 |      | 서면 팔봉산로 555    | 서면           |                           |
| 화촌파출소 |      | 화촌면 성산로 149    | 화촌면         |                           |
| 두촌파출소 |      | 두촌면 자은로 353    | 두촌면         |                           |
| 내촌파출소 |      | 내촌면 내촌길 29     | 내촌면         |                           |
| 서석파출소 |      | 서석면 구룡령로 2517 | 서석면         |                           |
| 내면파출소 |      | 내면 창촌로 65       | 내면           |                           |

## 같이 보기
- 강원특별자치도경찰청